# Алгабас (Мактааральский район)
Алгабас (каз. Алғабас) — село в Мактааральском районе Туркестанской области Казахстана. Административный центр Алгабасского сельского округа. Находится примерно в 3 км к северо-востоку от районного центра, города Жетысай. Код КАТО — 514437100.

## Население
В 1999 году население села составляло 1777 человек (885 мужчин и 892 женщины). По данным переписи 2009 года, в селе проживало 1878 человек (934 мужчины и 944 женщины).